# Міністерство інфраструктури та водного господарства Нідерландів
Міністерство інфраструктури та водного господарства (нід. Ministerie van Infrastructuur en Waterstaat; I&W) є міністерством Нідерландів, яке відповідає за транспорт, авіацію, житлову політику, громадські роботи, просторове планування, землеустрій та управління водними ресурсами. Міністерство було створено в 2010 році як Міністерство інфраструктури та навколишнього середовища після злиття Міністерства транспорту та водного господарства та Міністерства житлового будівництва, просторового планування та навколишнього середовища. У 2017 році Міністерство було перейменовано на Міністерство інфраструктури та водного господарства, а відповідальність за екологічну політику та політику у сфері зміни клімату було передано Міністерству економіки.
Міністр інфраструктури та водного господарства (нід. Minister van Infrastructuur en Waterstaat) є головою міністерства та членом кабінету міністрів Нідерландів. Нинішнім міністром є Марк Харберс, який обіймає цю посаду з 10 січня 2022 року.

## Організація
Наразі Міністерство має два урядових агентства та три управління:
| Державні установи | Державні установи                               | Державні установи                                     | Державні установи | Обов'язки                                      |
| ----------------- | ----------------------------------------------- | ----------------------------------------------------- | ----------------- | ---------------------------------------------- |
|                   | Ministry of Infrastructure and Water Management | Rijkswaterstaat                                       | RWS               | Громадська інфраструктура • Водне господарство |
|                   | Ministry of Infrastructure and Water Management | Інститут метеорології (нід. Meteorologisch Instituut) | КНМІ              | Прогнозування погоди                           |

- Директорат мобільності та транспорту (DGB)
- Директорат просторового розвитку та водних справ (DGRW)
- Директорат знань, інновацій та стратегії